# Verwaltungsgemeinschaft Kochel am See
Die Verwaltungsgemeinschaft Kochel am See (amtlich: Kochel a.See) im Landkreis Bad Tölz-Wolfratshausen besteht seit der Gemeindegebietsreform am 1. Mai 1978. Ihr gehören als Mitgliedsgemeinden an:

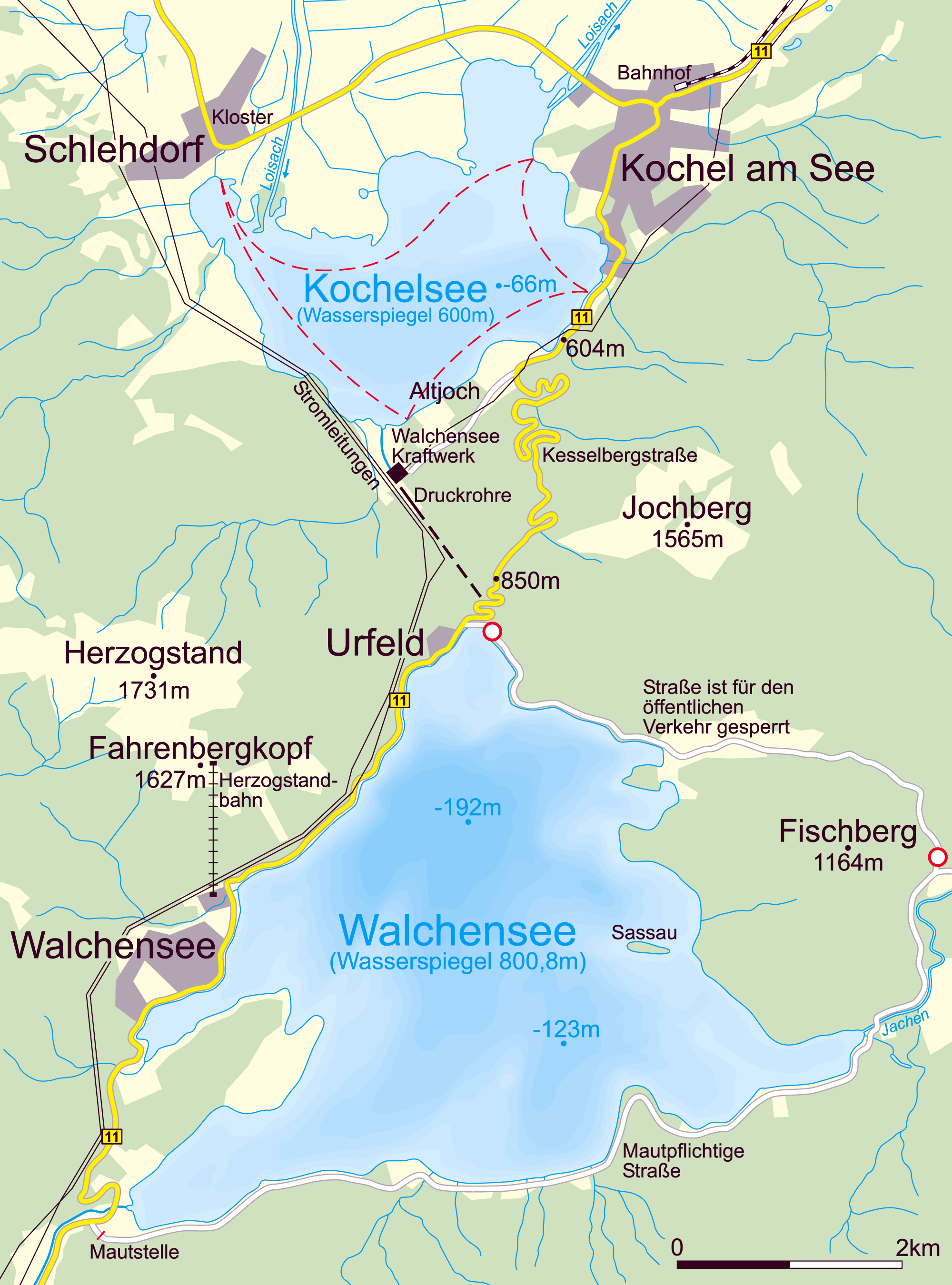
Kochelsee und Walchensee

1. Kochel a.See, 4145 Einwohner, 80,11 km²
2. Schlehdorf, 1319 Einwohner, 25,39 km²

Sitz der Verwaltungsgemeinschaft ist das Rathaus von Kochel am See.
Die Verwaltungsgemeinschaft Kochel a. See wird geleitet durch den Vorsitzenden Stefan Jocher (1. Bürgermeister Schlehdorf) und den stellvertretenden Vorsitzenden Jens Müller (1. Bürgermeister Kochel a. See).